# Papir de les mines
El papir de les mines o papir Torí I és un mapa egipci considerat el plànol topogràfic més antic conservat. Està dibuixat sobre un papir i va ser descobert a Deir el-Medina, enfront de Tebes, per part de Bernardino Drovetti, cònsol francès a Egipte, que el va vendre a Carles de Savoia el 1824, i que va passar posteriorment al Museu Egipci de Torí.

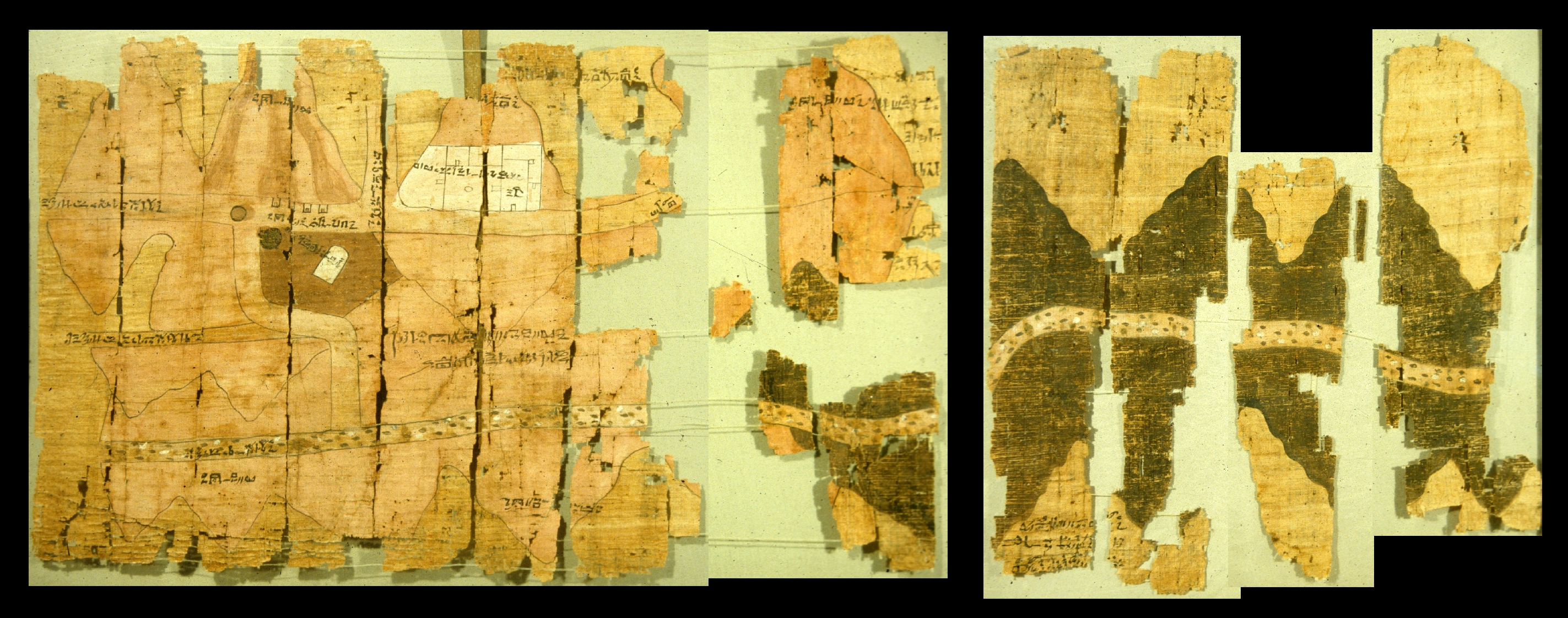
Part esquerra del papir de les mines

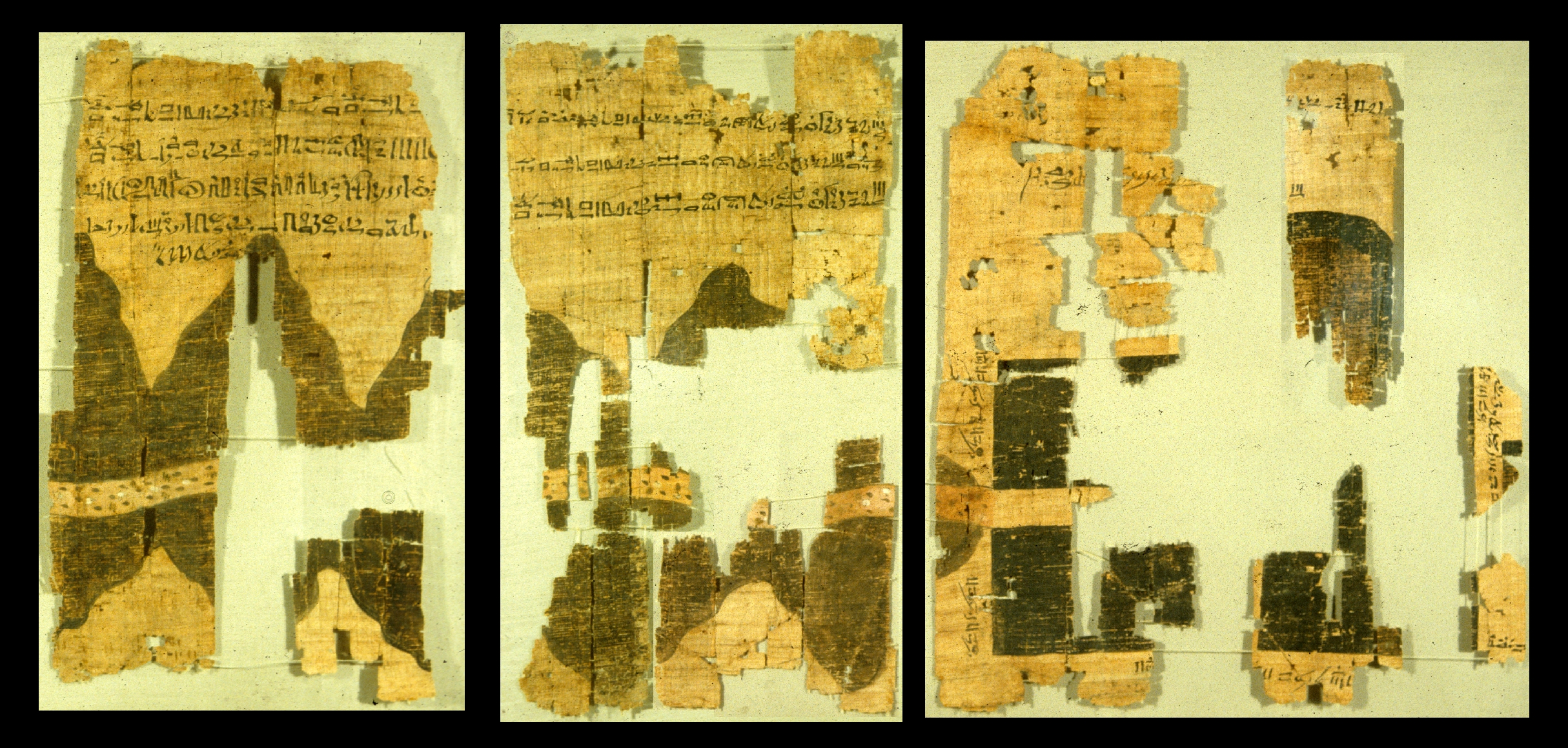
Part dreta del papir de les mines

Els molts fragments del mapa foren considerats originalment com a parts de tres papirs diferents, que van ser marcats com a papir Torí 1869, 1879 i 1899. El mapa reconstruït conté cinc fragments i representa la zona minera del uadi Hammamat, i indica dos camins paral·lels connectats per un altre. Va ser fet circa 1150 aC per l'escriba Amennjat, fill d'Ipuy, que va signar al dors d'aquest. Va ser preparat per a l'expedició minera de Ramsès IV (1153-1147 aC) al uadi Hammamat, format per roques precambrianes de la placa etíop. El propòsit de l'expedició era obtenir blocs de Bejenado (grauvaca), que s'utilitzava per a erigir les estàtues del faraó.

## Descripció
El uadi no sols era important per l'existència de les pedreres i les mines, sinó també per ser una via d'accés al mar Roig. El mapa mostra una franja de 15 quilòmetres del llit de l'Hammamat, i té imatges de la confluència d'aquest uadi amb l'Atalla i el-Sid, els turons circumdants, la mina de Bejenado i la mina d'or i l'assentament de Bir Umm Fawakhir. També inclou nombroses anotacions que identifiquen les característiques mostrades en el mapa, les destinacions de les rutes del uadi, la distància entre la pedrera i la mina, la localització dels dipòsits d'or en els pujols, i les mides dels blocs trets de Bejenado. La part superior del mapa està cap al sud i la font del Nil. Segons el reconstruït actualment en el museu de Torí, el mapa fa 2,8 m de llarg per 0,41 m d'ample, encara que aquest arranjament dels fragments actualment es considera incorrecte. Una nova i més exacta reconstrucció va ser proposada per Harrell i Brown (1992a, 1992b).
A més de ser un mapa topogràfic amb un aspecte sorprenentment modern, el papir de Torí és també un mapa geològic (el primer conegut) perquè demostra exactament la distribució local dels diversos tipus de roca (en color negre, els jaciments de Bejenado i rosa els d'or) i la litologia amb les diverses graves del uadi (amb punts en marró, verd i blanc), i conté la informació sobre pedreres i mines. L'autor indica les característiques distintives clarament distribuïdes d'acord amb la realitat d'una àrea particular, agregant claredat en usar rètols i contrastant colors. Referent a això, el papir de Torí pot ser considerat com el primer sistema d'informació geogràfica.
En el papir, també apareixen els pous d'aigua i una estela de Seti I, possiblement com a referència. La localització mostrada pel mapa s'ha identificat i s'ha demostrat la seva exactitud mitjançant fotos de satèl·lits: és el uadi Allaqi a Núbia.